# 島根県道235号仁万港線
島根県道235号仁万港線（しまねけんどう235ごう にまこうせん）は、島根県大田市を通る一般県道である。

## 概要
仁万港から大田市仁摩町仁万に至る。

### 路線データ
- 起点：大田市仁摩町仁万（仁万港）
- 終点：大田市仁摩町仁万（仁摩漁港入口交差点、国道9号交点）

## 歴史
- 1972年（昭和47年）8月1日 - 島根県告示第595号により認定される。
- 2005年（平成17年）10月1日 - 大田市と邇摩郡の全2町（仁摩町・温泉津町）が対等合併して改めて大田市が設置されたことにより全区間が大田市を通る路線になり、併せて起終点の地名が変更される（邇摩郡仁摩町仁万町→大田市仁摩町仁万）。

## 地理

### 通過する自治体
- 島根県
  - 大田市

### 交差する道路
| 交差する道路 | 交差する場所 | 交差する場所              |
| ------------ | ------------ | ------------------------- |
| 国道9号      | 仁摩町仁万   | 仁摩漁港入口交差点 / 終点 |

### 交差する鉄道
- 山陰本線

### 沿線
- 仁万港
- 島根県立邇摩高等学校